# 下之一色電車軌道
下之一色電車軌道株式会社（下之一色電車軌道株式會社、しものいしきでんしゃきどう）は、かつて名古屋市西部で路面電車やバスの運営を行っていた企業（株式会社）である。通称「一色電車」。

## 概要
名古屋市電は、1922年（大正11年）に名古屋電気鉄道の市内線を買収したことによって成立したが、1936年（昭和11年）から1937年（昭和12年）にかけて路面電車を運営する市内の私鉄を買収・統合し、市電の路線網を拡大した。この買収・統合の際に買収された私鉄の一つが、この下之一色電車軌道である。
下之一色電車軌道は、漁師の町であった愛知郡下之一色町と名古屋市の市街を結ぶために、1912年（大正元年）に設立された。翌1913年（大正2年）には新尾頭 - 下之一色間に電気軌道を敷設した。この軌道の起点となる新尾頭停留場は名古屋電気鉄道の尾頭橋停留場と徒歩連絡が可能な位置に設けられたが、終点の下之一色停留場に関しては、町の中心が庄内川の右岸（西側）にあったにもかかわらず、架橋の資金がなかったことから左岸（東側）に置かれた。軌道の営業成績は周辺が田園地帯であるため不振で、主に魚の行商人が利用客となっていた。
1937年、下之一色電車軌道の路線は名古屋市に買収された。運営していた電気軌道は名古屋市電気局（名古屋市交通局）が運営する名古屋市電下之一色線となり、1969年（昭和44年）に廃止されるまで運行が継続された。

## 年表
- 1911年（明治44年）4月11日 - 発起人により軌道敷設の特許が申請される。
- 1912年（大正元年）
  - 8月21日 - 軌道敷設の特許を取得[1]。
  - 12月22日 - 下之一色電車軌道設立[1]。
- 1913年（大正2年）12月20日 - 新尾頭 - 下之一色間開業[1]。
- 1937年（昭和12年）3月1日 - 軌道事業を名古屋市電気局に譲渡[2]。

## 鉄道事業

### 保有路線

#### 路線データ
1935年12月末現在
- 区間：新尾頭 - 下之一色間 (6.45 km)
- 軌間：1,067 mm
- 複線区間：なし（全線単線）
- 電化区間：全線（直流 600 V）
  - 荒子変電所、常用、回転変流器（交流側438V直流側600V）直流側の出力200KW、製造所英国電気、予備、電動発電機（交流側2200V直流側600V）直流側の出力100KW、製造所WH[3]
- 停留場数：11か所

#### 停留場一覧
新尾頭 - 牛立口 - 五女子 - 二女子 - 四女子 - 長良 - 小本 - 荒子 - 中郷 - 法花 - 下之一色

#### 接続路線
- 新尾頭停留場：江川線（尾頭橋停留場）
- 下之一色停留場：築地電軌線

### 輸送・収支実績
| 年度 | 乗客（人） | 貨物量（トン） | 営業収入（円） | 営業費（円） | 益金（円） | その他益金（円） | その他損金（円）    | 支払利子（円） |
| ---- | ---------- | -------------- | -------------- | ------------ | ---------- | ---------------- | ------------------- | -------------- |
| 1914 | 407,690    |                | 20,896         | 14,228       | 6,668      | 利子131          |                     | 67             |
| 1915 | 424,597    |                | 22,561         | 12,562       | 9,999      |                  |                     | 363            |
| 1916 | 447,906    |                | 25,451         | 15,457       | 9,994      |                  |                     |                |
| 1917 | 513,693    |                | 27,962         | 16,050       | 11,912     |                  |                     |                |
| 1918 | 560,241    |                | 36,427         | 21,256       | 15,171     |                  |                     |                |
| 1919 | 866,814    | 18,285         | 51,615         | 31,693       | 19,922     |                  |                     |                |
| 1920 | 895,696    | 5,290          | 69,865         | 46,357       | 23,508     |                  |                     |                |
| 1921 | 919,232    | 3,650          | 69,842         | 43,096       | 26,746     |                  |                     |                |
| 1922 | 1,041,110  |                | 77,313         | 42,932       | 34,381     |                  |                     |                |
| 1923 | 1,119,541  |                | 82,832         | 49,342       | 33,490     |                  | 償却金500           |                |
| 1924 | 1,178,211  |                | 83,999         | 48,189       | 35,810     |                  | 償却金200           |                |
| 1925 | 1,219,445  |                | 84,700         | 51,772       | 32,928     |                  | 償却金2,500         |                |
| 1926 | 1,392,395  |                | 89,005         | 63,497       | 25,508     |                  | 2,800               | 1,142          |
| 1927 | 1,531,302  |                | 90,067         | 58,760       | 31,307     |                  | 2,311               | 171            |
| 1928 | 1,618,947  |                | 93,050         | 57,285       | 35,765     |                  | 遊園地及売却金3,903 |                |
| 1929 | 1,563,954  |                | 89,478         | 54,699       | 34,779     |                  | 遊園地1,136         |                |
| 1930 | 1,523,496  |                | 86,204         | 61,611       | 24,593     |                  | 遊園地1,610         |                |
| 1931 | 1,372,696  |                | 74,620         | 53,531       | 21,089     |                  | 遊園地698           | 1              |
| 1932 | 1,314,459  |                | 73,066         | 52,210       | 20,856     | 自動車62         | 遊園地1,469         | 122            |
| 1933 | 1,308,429  |                | 71,685         | 50,981       | 20,704     | 自動車298        | 雑損1,072           | 51             |
| 1934 | 1,224,567  |                | 64,836         | 50,354       | 14,482     |                  | 自動車968           | 43             |
| 1935 | 1,249,870  |                | 65,459         | 54,502       | 10,957     |                  | 自動車遊園地807     | 16             |
| 1936 | 1,236,607  |                | 65,407         | 53,041       | 12,366     |                  | 自動車遊園地691     |                |
| 1937 | 289,560    |                | 17,906         | 15,196       | 2,710      |                  | 自動車428           |                |

- 鉄道院年報、鉄道院鉄道統計資料、鉄道省鉄道統計資料、鉄道統計資料、鉄道統計各年度版

### 保有車両
市営化時、電車8両と貨車10両が名古屋市電気局に移管された。
電車は木造単車で、34人乗りと50人乗りの2種類あった。50人乗りの大型単車は市電の5号 - 8号となり下之一色線で使用され続け、1951年（昭和26年）10月18日付で5号、1951年11月5日付で6号 - 8号が廃車され消滅した。また、34人乗りの単車は1号 - 4号となり、1950年（昭和25年）4月1日付で廃車された。

## バス事業
名古屋市に下之一色電車軌道が買収された際、バス路線 1.2 km が市に移管され、後にバス2台が下之一色電車軌道から市に譲渡された、という記録ある。
また、本社前 - 両郡橋 - 戸田川間のバス乗車券と、尾頭橋 - 戸田川間の電車・バス連絡乗車券が残っている。
1934年時 下之一色町 - 庄内川 - 一色橋 - 新川 - 両郡橋 - 南陽村石新田間3.1キロ、バス2台（シボレー定員12人）

## 未成線・計画路線
下之一色電車軌道には、新尾頭 - 下之一色間の営業路線のほか、いくつかの未完成路線（未成線）や計画路線が存在する。
下之一色 - 南陽村間
下之一色を起点とし、庄内川と新川を渡って海東郡南陽村大字西福田（現・名古屋市港区西福田）へ至る 5.1 km の路線で、1917年（大正6年）6月20日に申請された。同年10月6日に特許を取得したが着工できず、1934年（昭和9年）10月23日に失効した。
長良 - 岩塚町間
長良の西で南へ既設線が折れる地点で既設線から分岐し、旧佐屋街道に沿って烏森町を経て庄内川東岸の岩塚町字杭下（現・名古屋市中村区岩塚町字杭下）へ至る 2.8 km の路線で、1925年（大正14年）10月17日に申請された。だが、軌道を敷設する予定の道路は家が密集しており拡張が困難と判断され、1928年（昭和3年）1月27日に不許可となった。
下之一色 - 熱田新田東組間
下之一色より東へ延伸し、東中島町を経て熱田新田東組に至る 5.5 km の路線で、終点では名古屋市電の船方停留場に接続する予定であった。1926年（大正15年）6月29日に特許を申請したが、築地電軌と競合し同社が適当と判断されたため1928年3月31日に不許可となった。
長良 - 北一色町間
長良の西で南へ既設線が折れる地点で既設線から分岐し北上、国有鉄道関西本線南側の北一色町へ至る 0.8km の路線である。1929年（昭和4年）3月4日に特許を取得したが着工できず、1933年（昭和8年）7月21日に失効した。
下之一色 - 長良町間
終点下之一色から北上し、途中で北東に進路を変え長良町字見代佐に至る 4.0 km の路線で、1931年（昭和6年）12月11日に特許を申請したが、現状敷設する必要なしとされ1933年7月11日に不許可となった。